# إلياهو جوري
إلياهو أبراهيم جوري (ولد في 23 مايو عام 1923) هو مهندس أمريكي, ولد في بغداد ، العراق.
حصل على درجة الدكتوراه في الهندسة في العلوم من جامعة كولومبيا في مدينة نيويورك في عام 1953.
كان أستاذ الهندسة الكهربائية في جامعة كاليفورنيا ، بيركلي ، جامعة ميامي.
طور محول-Z المتقدم المستخدم في أنظمة التحكم الرقمية ومعالجة الإشارات.
زميل لـ IEEE و تلقى ميدالية روفوس أولدبورغور من ASME ، أول جائزة تعليم IEEE لدوائر ونظم المجتمع، وميدالية IEEE الألفية.
في عام 1993 حصل على جائزة AACC' ريتشارد إي بيلمان تراث السيطرة.